# Wolfgang Feiersinger
Wolfgang Feiersinger (ur. 30 stycznia 1965 w Saalfelden am Steinernen Meer) – austriacki piłkarz, występujący na pozycji obrońcy. Uczestnik Mistrzostw Świata 1998.

## Kariera klubowa
Jako junior występował w klubie 1. Saalfeldner SK. Profesjonalną karierę rozpoczął w Austrii Salzburg, w sezonie 1989/90. Z klubem tym zdobył mistrzostwo Austrii 1994, 1995 i 1997. Grał też w finale Pucharu UEFA 1994, gdzie Austriacy ulegli Interowi Mediolan. Sezon 1996/97 Feiersinger rozpoczął również w klubie z Salzburga, jednak po rozegraniu zaledwie kilku spotkań przeniósł się do Niemiec - do Borussii Dortmund. W Bundeslidze piłkarz grał przez 4 lata, wygrywając Ligę Mistrzów i zdobywając Puchar Interkontynentalny. Później występował jeszcze w trzech klubach z ojczyzny - LASK Linz, ponownie Austrii Salzburg oraz PSV Salzburg, w którym zakończył karierę.
| Sezon   | Klub              | Kraj    | Rozgrywki  | Mecze | Bramki |
| ------- | ----------------- | ------- | ---------- | ----- | ------ |
| 1989/90 | Austria Salzburg  | Austria | Bundesliga | 31    | 1      |
| 1990/91 | Austria Salzburg  | Austria | Bundesliga | 34    | 2      |
| 1991/92 | Austria Salzburg  | Austria | Bundesliga | 29    | 0      |
| 1992/93 | Austria Salzburg  | Austria | Bundesliga | 33    | 1      |
| 1993/94 | Austria Salzburg  | Austria | Bundesliga | 25    | 0      |
| 1994/95 | Austria Salzburg  | Austria | Bundesliga | 25    | 1      |
| 1995/96 | Austria Salzburg  | Austria | Bundesliga | 24    | 0      |
| 1996/97 | Austria Salzburg  | Austria | Bundesliga | 4     | 1      |
| 1996/97 | Borussia Dortmund | Niemcy  | Bundesliga | 16    | 0      |
| 1997/98 | Borussia Dortmund | Niemcy  | Bundesliga | 21    | 0      |
| 1998/99 | Borussia Dortmund | Niemcy  | Bundesliga | 11    | 0      |
| 1999/00 | Borussia Dortmund | Niemcy  | Bundesliga | 9     | 0      |
| 2000/01 | LASK Linz         | Austria | Bundesliga | 25    | 1      |
| 2001/02 | Austria Salzburg  | Austria | Bundesliga | 18    | 0      |
| 2002/03 | PSV Salzburg      | Austria | ?          | ?     | ?      |

## Kariera reprezentacyjna
Feiersinger rozegrał 46 spotkań w reprezentacji Austrii. Zadebiutował 21 sierpnia 1990 w meczu przeciwko Szwajcarii. Uczestniczył w Mistrzostwach Świata 1998, gdzie rozegrał wszystkie 3 mecze i otrzymał żółtą kartkę (w spotkaniu z Włochami).

## Kariera trenerska
W sezonie 2005/06 Feiersinger był trenerem drużyny Red Bull Salzburg U-17.